# 外科正宗
《外科正宗》是明朝中医学著作，陈实功著，成书于万历四十五年(1617年)。原4卷，经后人增删，改作12卷。

## 内容
《外科正宗》首先论病源、诊断和治疗等，其次将外科常见一百多种病分门别类，叙其证侯、病理、治疗方药、针灸、急救验案及药物炼制诸方法，共一百五十余论，并附有症状绘图、方药歌决等。

## 贡献
书中认为外症必根于内，主张既重视外治，又需要重视内治；既强调早期手术，又反对滥施刀针。发展了截肢、坏骨剔除、鼻息肉摘除、引流等手术，并首先详细记载了气管外伤的缝合术。
《外科正宗》总结了明朝以前外科学的成就，是中医外科学重要的著作。

## 外部連結
- 外科正宗 中藥方劑圖像數據庫 (香港浸會大學中醫藥學院) （中文）（英文）